# Dorcadion sodale
Dorcadion sodale är en skalbaggsart. Dorcadion sodale ingår i släktet Dorcadion och familjen långhorningar.

## Underarter
Arten delas in i följande underarter:
- D. s. sodale
- D. s. blumenthali